# علف خوک دشتی
علف خوک دشتی (نام علمی: Selaginella densa) نام یک گونه از سرده علف خوک است.